# Xã Mecca, Quận Trumbull, Ohio
Xã Mecca (tiếng Anh: Mecca Township) là một xã thuộc quận Trumbull, tiểu bang Ohio, Hoa Kỳ. Năm 2010, dân số của xã này là 2.674 người.